# Ben Ivory
Pour les articles homonymes, voir Ivory (homonymie).
 (novembre 2019).
Ben Ivory (né le 12 novembre 1982 à Berlin) est un chanteur allemand.

## Biographie
Ivory découvre son amour de la musique à six ans et fonde son premier groupe à de quatorze ans.
Il est d'abord chanteur de SplinterX, groupe existant de 2006 à 2009. Il sort l'album The Sound Of Revelation chez Neo Rabazc. Outre Ben jouent dans le groupe : Oliver Bienert (guitare), Michar Elend (basse), Chris Schindelwig (batterie) et AmA DeuS (claviers, synthés, orchestration) qui est remplacé après la sortie de l'album par Stefan Ost (synthétiseur). Avec le styliste Kilian Kerner, ils combinent la mode et la musique et sont récompensés par le Best Fashion Music Act 2009.
Le premier single solo officiel Better Love sort le 7 septembre 2012 en téléchargement et atteint la 3e place du palmarès du Deutschen Club Charts. Avec la deuxième, The Righteous Ones, il participe à la sélection allemande du Concours Eurovision de la chanson 2013 et termine septième. Son premier album solo, Neon Cathedral, paraît le 24 mai 2013. Il fait en tournée en Allemagne, participant notamment au Amphi Festival en juillet 2013.

## Discographie
Album
- 2013 : Neon Cathedral

Singles
- 2010 : Perfect Stranger
- 2010 : Strobelights
- 2012 : Better Love
- 2013 : The Righteous Ones
- 2013 : Disconnected
- 2016 : Gold